# Distretto di Qinbei
Il distretto di Qinbei (钦北区S, Qīnběi QūP) è un distretto della Cina, situato nella regione autonoma di Guangxi e amministrato dalla prefettura di Qinzhou.